# Mine Kawakami
Mine Kawakami (Nagakute, 7 de septiembre de 1969) también conocida como  la pianista del alma es una pianista y compositora japonesa.

## Trayectoria
Nació en la ciudad de Nagakute, Japón en 1969. Empezó a tocar el piano a los 3 años. Es titulada por la escuela superior de Aichi, Prefectura Meiwa, en música. Se graduó en el Hochschule für Musik und Theater München (Escuela Superior de Música y Teatro de Múnich) y en el Real Conservatorio Superior de Música de Madrid.
Como intérprete de música clásica, ha realizado actuaciones por los cinco continentes, organizados por fundaciones como YAMAHA, NHK (Japan Broadcasting Corporation), Japan Foundation, SEEI, Embajada de España en Japón o el Ministerio de Asuntos Exteriores de Japón.
Sin embargo, su formación en la tradición culta se ha ido aproximando progresivamente y sin establecer ningún tipo de barreras,a diferentes estilos y estéticas. Entre ellos, cabe citar la música tradicional japonesa, reflejos provenientes del impresionismo y el neoclasicismo, el jazz latino o los ritmos cubanos.
En 1996 comienza su carrera como compositora. Su música cálida, envolvente, sugestiva y cargada de energía positiva es un claro reflejo de las muchas experiencias obtenidas en sus viajes por distintos rincones del mundo.
Habla a la perfección español, japonés y alemán. Los conciertos de Mine Kawakami se caracterizan por una fluida comunicación con el público, al que ayuda a introducirse en el paisaje musical que describe con divertidas e interesantes anécdotas y explicaciones.
Entre los proyectos que ha realizado destacan el concierto a dos pianos junto a Chucho Valdés en el Teatro Amadeo Roldán de La Habana en el 2004.
En el 2005 fue la pianista y compositora oficial de la Exposición Universal Aichi 2005 (Japón), en el 2008 trae a España “Los Conciertos del Sueño”, una propuesta experimental nacida en Japón, que se acerca y subraya algunos conceptos de la musicoterapia y en 2013 Mine Kawakami fue la encargada de componer “Sonata samurai” dentro de los actos culturales organizados para la conmemoración del “Año dual España-Japón”, estrenándose esta composición el 11 de junio de 2013 en el Teatro Real de Madrid, ante la presencia de los Príncipes de Asturias y el Príncipe Heredero del Japón, Naruhito.
EL 11 de marzo de 2014, toca en el interior de la Mezquita-catedral de Córdoba un extraordinario concierto que reunió a más de 1.400 personas.
El 29 de septiembre de 2018, realizó el concierto en el jardín de manzanas de Kasuga Taisha, Nara, Japón.
El 1 de diciembre de 2018, realizó el recital de dos pianos junto con el pianista cubano Chucho Valdés, premiado de Latin Grammy y uno de los fundadores de Latin Jazz, en el Teatro Real de Madrid.
En enero de 2020, participa en el Festival Internacional de Jazz de Cuba como artista principal con la invitación oficial del Gobierno de Cuba.
En septiembre de 2020, se emite el documental sobre Mine "The Shape of Sound: A piano Paints the Seasons of Nara" por el canal nacional NHK. A la vez, la película "Poema visual: Melodías de Kasuga sincronizado con la música de Mine Kawakami" basada en dicho documental participa en el "Festival Internacional de Cine de Nara".
Compone los temas para muchos programas de televisión/radio o bandas sonoras, asimismo que para muchas empresas como la aerolínea japonesa "Skymark".
En palabras de Mine “El piano puede expresar infinidad de posibles sonidos, ritmos y tonos. Deseo que mis composiciones y mi forma de tocar transmita lo conmovedor que pueden resultar los árboles en la jungla, el sonido del viento o la voz de la tierra”.

## Discografía
- In LatinAmerica (2004)

- In The Forest (2006)

- Kaori (2010)

- O meu caminho (2011)

- El piano durmiente (2012)

- Sonata samurái (2013)[5]

- Samurai 1613 (2015)

- Nostalgia ~Kiyomizu~ (2017) Spaceshower Network

- 72 estaciones descritas por el piano (2017) Nippon Columbia

- Yamato Amadera Shojin Nikki Original Sound Track(2019)

- Pilgrim(2019)

- Sky Blue(2019)

- Christmas of Mine(2019)

- Neko no Shippo Kaeru no Te(2020)

VIDEOS
- <<Video Promocional "Uruwashi Nanmon-zakura" del templo KASUGA TAISHA,Nara>> en la pagina web de Kasuga Taisha

DVD
- Morizo y Kikkoro (2005)NHK Enterprise

DVD-BOOK
- La vida hecha a mano de Venetia, Neko no Shippo Kaeru no te ~versión primavera-verano~ (Sekai Bunka sha 2/4/2010)

- La vida hecha a mano de Venetia, Neko no Shippo Kaeru no te ~versión otoño-invierno~ (Sekai Bunka sha 5/10/2010)

- La vida hecha a mano de Venetia Neko no Shippo Kaeru no te ~versión regreso a Inglaterra~ (Sekai Bunka sha 30/6/2011)

- Neko no Shippo Kaeru no te, poemas de Venetia de cuatro estaciones (Sekai Bunka sha 5/11/2014)

- Neko no Shippo Kaeru no te, viaje sentimental de Venetia (Sekai Bunka sha 15/3/2015)

TV
- Morizo y Kikkoro (NHK General 2004)

- Neko no Shippo Kaeru no te (NHK E-TV 2009)

- Anime Time para Mujeres adultas (NHK BS Premium 2013)

- Four Seasons in Japan (NHK World 2009)

- Spain Love & Passion Special (BS-TBS 2014)

- Dragolandia (TeleMadrid 2010)

- Shunbireki (NHK Hybrid Cast 2014)

- Tsubasa Imai x Samurai Hasekura el Desafío hacia Gran Viaje (NHK General 2013)

- Sandwichman Esketch sobre la Historia "El Crucero de Misioneros Samurai"  (NHK BS Premium 2014)

- Los Conciertos en la 2 (TVE 2013)

- Yamato Amadera Shojin Nikki(Diario de las Monjas de Yamato) (NHK E-TV 2016)

- Yamato Amadera Kondate-cho(La Receta de las Monjas de Yamato) (NHK E-TV 2016~)

- Era de Corazon (NHK E-TV 16/2/2019)

- Masahiro Nakai presenta "para sonrisas de los viernes" (Kin-Suma) (TBS 2/3/2019)

- Kokoro no Jidai(NHK E-TV 2/3/2019 )

- Playing for Flowers, Playing for Life(NHK World 9/6/2019)

- Concierto de Mine Kawakami(Televisión Nacional de Cuba, 31/8/2019)

- Hoshi yorimo Touku he (Mas alla de las estrellas) Programa de Planetario(Planetario Municipal de Sendai, Presente)

- Neko no Shippo, Kaeru no Te (Cola de gato, Mano de rana)(NHK E-TV, Los últimos domingos del mes)

- Four Seasons in Japan(NHK World, Presente)

- Yamato no Kisetsu 72 kou (72 capítulos de las estaciones en Yamato)(NHK Nara, Nara Navi)

- Yamato no Shiki 24 sekki (24 capítulos de las estaciones en Yamato)(NHK BS4K)

- Gurutto Kansai Ohiru-mae (NHK Area Kansai)

- Oto no Katachi, Nara  Kisetsu wo Egaku Piano (The Shape of Sound, A Piano Paints the Seasons of Nara)(NHK 03/10/2020)

- Eizoushi Kasuga no Shirabe( NHKBS4K 23/05/2021)

- Kamui no Mori ni Gohan Furu furu(NHK BS Premium 05/2021~)

- Emite Kansai Radio Midnight Express Romantic Concert( NHK BS1 12/05/2021)

- Seguir rezando por mil trecientos años --Omizu tori, Todai-ji,Shunie--(NHK BS Premium & BS4K 26/06/2021)

RADIO
- Los domingos no hacer esfuerzo (Bunka Hoso 2012)

- 72 estaciones descritas por el piano(Radio Midnight Express) (2016~) NHK Radio 1

- Gran Reverendo Ryojun Shionuma, Palabra de Hoy  (2017~) FM Sendai

- Forever Green Radio (2018~) FM ]])

- Sky Blue(Dentro de todos los aviones de Sky Mark)

- Nemuri no Piano (Piano para dormir)(En el lobby de la cadena Super Hotel en todo el Japón)

ANIME
- Morizo y Kikkoro, mascotas oficiales de Expo Aichi 2005 (4/2004~9/2005)

- <<Anime Time para Mujeres Adultas>> Viento que desliza a la superficie de rio, Kei Yuikawa (6/1/2011)

- <<Anime Time para Mujeres Adultas>> Cena, Emi Yamada(10/3/2013)

- <<Anime Time para Mujeres Adultas>> Best 10 de la vida, Mitsuyo Kakuta(17/3/2013)

- <<Anime Time para Mujeres Adultas>> Aquí,donde no es algún lado, Fumio Yamamoto(24/3/2013)

Artistas con quien ha colaborado la pianista
- Chucho Valdés (Pianista)
- Néstor Marconi(Bandoneón)
- Miguel Poveda (Cantaor de Flamenco)
- Cañizares (Guitarrista de Flamenco)
- Carlos Núñez (Gaita)
- Habana Ensamble (Banda)
- Cesar López (Saxofonista)
- Luis Fernando Franco (Flautista)
- Misato Tanaka
- Takehiro Hira
- Sandwichman
- Jin Oki
- Shoji Kojima(Danza)

## Bandas sonoras
- Morizo to Kikoro (2005). Serie de 4 capítulos.

- Kamataki (2006). Película de Claude Gagnon. Tema: "Como si fuera una canción" (tema original de Victor Fonseca, arreglo musical & piano de Mine Kawakami)

- Neko no shippo Kaeru note (2010). Serie de 3 capítulos.

- El jardín de las cuatro estaciones (2013). Película.

- Tiempo de Anime de las mujeres adultas (2013). Serie de 4 capítulos.

- Mas Alla de las Estrellas (2019) Documental versión el Planetario

- Poema visual: Melodías de Kasuga sincronizado con la música de Mine Kawakami(2020) Participa en el Festival Internacional de Cine de Nara

## Conciertos
| Lugar                                                                                   | Sala                                            | Fecha      | Comentario | Nara, Japón | Kasuga Taisha | 20/09/2020 | Concierto en ocasión de la presentación de la película "Poema visual: Melodías de Kasuga sincronizado con la música de Mine Kawakami" |
| Santiago de Compostela, España                                                          | Catedral de Santiago de Compostela              | 25/01/25   | Concierto con el piano de cristal Kawai junto al organista Adrián Regueiro en el interior de la Catedral de Santiago de Compostela                                      |             |               |            | |
| Hamamatsu, Japón                                                                        | Act City Hamamatsu                              | 22/02/2020 | |             |               |            | |
| Habana, Cuba                                                                            | Sala Ignacio Cervantes                          | 19/01/2020 | Concierto del Año Nuevo organizado por la Embajada del Japón en Cuba |             |               |            | |
| Habana, Cuba                                                                            | Teatro América                                  | 18/01/2020 | Jazz Plaza 2020, Festival Internacional de Jazz de Cuba |             |               |            | |
| Santiago de Cuba, Cuba                                                                  | Sala Dolores                                    | 14/01/2020 | Jazz Plaza 2020, Festival Internacional de Jazz de Cuba |             |               |            | |
| Habana, Cuba                                                                            | Sala Ignacio Cervantes                          | 24/05/2019 | Concierto en homenaje al 90 Aniversario del Establecimiento de las Relaciones Diplomáticas Japón-Cuba                                                                   |             |               |            | |
| Kioto, Japón                                                                            | Kyoto Rohm Theatre                              | 19/05/2019 | |             |               |            | |
| Madrid, España                                                                          | Teatro Infanta Isabel                           | 16/02/2019 | Colaborado con Sandwichman |             |               |            | |
| Coria del Río, España                                                                   | Centro Cultural de Coria del Río                | 14/02/2019 | Colaborado con Sandwichman |             |               |            | |
| Madrid, España                                                                          | Teatro Real                                     | 01/12/2018 | Recital de Dos Pianos con Chucho Valdés |             |               |            | |
| Lima, Perú                                                                              | Teatro Peruano Japonés                          | 07/11/2018 | |             |               |            | |
| Tokio, Japón                                                                            | Japón Perú Bunka Center                         | 07/10/2018 | |             |               |            | |
| Tokio, Japón                                                                            | Shibuya Kumin Center                            | 01/10/2018 | |             |               |            | |
| Nara, Japón                                                                             | Kasuga Taisha, Jardín de Manzanas               | 29/09/2018 | |             |               |            | |
| Tokio, Japón                                                                            | Depósito del Aeropuerto de Haneda               | 03/09/2018 | |             |               |            | |
| Kioto, Japón                                                                            | Kyoto Rohm Theatre                              | 10/06/2018 | |             |               |            | |
| Santa Marta, Colombia                                                                   | Jardín Botánico Municipal                       | 09/04/2018 | |             |               |            | |
| Bogotá, Colombia                                                                        | Metropolitan Club                               | 06/04/2018 | |             |               |            | |
| Bogotá, Colombia                                                                        | Teatro Nacional Colon                           | 05/04/2018 | |             |               |            | |
| Valladorid, España                                                                      | Teatro Calderón                                 | 5/03/2018  | |             |               |            | |
| Tokio, Japón                                                                            | Suntory Hall                                    | 05/12/2017 | |             |               |            | |
| Sendai, Miyagi, Japón                                                                   | Denryoku Hall                                   | 2017       | |             |               |            | |
| Nagakute, Aichi, Japón                                                                  | Nagakute-shi Bunka no Ie                        | 2017       | Invitado: Sandwichman |             |               |            | |
| Nagoya, Aichi, Japón                                                                    | NHK Bunka Center                                | 2017       | |             |               |            | |
| Sendai, Miyagi, Japón                                                                   | Jigen-ji                                        | 2017       | |             |               |            | |
| Shizuoka, Japón                                                                         | Shizugin Hall                                   | 2017       | |             |               |            | |
| Cambados, España                                                                        | Auditorio da Xuventude                          | 31/08/2014 | |             |               |            | |
| Santiago de Compostela, España                                                          | Catedral de Santiago de Compostela              | 28/08/2014 | |             |               |            | |
| Riveira, España                                                                         | Iglesia Parroquial                              | 25/07/2014 | Concierto de Caritas España |             |               |            | |
| Madrid, España                                                                          | Teatro Real                                     | 15/07/2014 | Concierto de clausura del Año Dual España Japón https://www.youtube.com/watch?v=5tOZPRyVVxY                                                                             |             |               |            | |
| Vigo, España                                                                            | Teatro García Barbón                            | 16/03/2014 | |             |               |            | |
| Vilagarcía de Arousa, España                                                            | Salón García                                    | 15/03/2014 | |             |               |            | |
| Pontevedra, España                                                                      | Fundación Caixa Nova                            | 14/03/2014 | |             |               |            | |
| Córdoba, España                                                                         | Mezquita-Catedral de Córdoba                    | 11/03/2014 | https://www.youtube.com/watch?v=8cAc2I-1bMQ |             |               |            | |
| Tokio, Japón                                                                            | Hotel New Otani                                 | 06/02/2014 | |             |               |            | |
| Madrid, España                                                                          | Fundación Canal                                 | 04/01/2014 | |             |               |            | |
| Rivas-Vaciamadrid, España                                                               | Pilar Bardem                                    | 08/12/2013 | |             |               |            | |
| Kyoto, Japón                                                                            | Concierto anual en Kiyomizu-dera (Kyoto, Japón) | 2005-2013  | https://www.youtube.com/watch?v=u8Acl3C5kOw |             |               |            | |
| Valladolid, España                                                                      | Carpa del Milenio                               | 12/09/2013 | |             |               |            | |
| Santiago de Compostela, España                                                          | Catedral                                        | 17/06/2013 | Junto con Carlos Núñez, en presencia del príncipe Naruhito |             |               |            | |
| Madrid, España                                                                          | Teatro Real de Madrid                           | 11/06/2013 | Gala Inaugural Año Dual España Japón. http://www.rtve.es/alacarta/videos/los-conciertos-de-la-2/conciertos-2-concierto-400-aniversario-relaciones-espana-japon/2061191/ |             |               |            | |
| Kyoto, Japón                                                                            | Kyoto Concert Hall                              | 14/12/2012 | Christmass concert |             |               |            | |
| Bilbao, España                                                                          | BBK                                             | 25/11/2012 | DIA INTERNACIONAL DE LUCHA CONTRA LA VIOLENCIA DE GÉNERO |             |               |            | |
| Logroño, España                                                                         | Rioja Forum                                     | 05/11/2012 | |             |               |            | |
| Lanzarote, España                                                                       | La Cueva de los Verdes                          | 30/04/2012 | |             |               |            | |
| Ishinomaki, Japón                                                                       | Escuela Superior de música                      | 11/03/2012 | en el " programa especial de un año después del terremoto, " NHK 11 de marzo.                                                                                           |             |               |            | |
| Huelva, España                                                                          | Las Cocheras del Puerto                         | 01/03/2012 | |             |               |            | |
| San Sebastián de los Reyes                                                              | Adolfo Marsillach                               | 11/02/2012 | |             |               |            | |
| Leon, España                                                                            | Auditorio                                       | 15/11/2011 | |             |               |            | |
| Colmenarejo, España                                                                     | Centro Cultural                                 | 22/10/2011 | |             |               |            | |
| Valladolid, España                                                                      | Cúpula del Milenio                              | 20/10/2011 | |             |               |            | |
| Salamanca, España                                                                       | Palacio de Congresos                            | 15/10/2011 | |             |               |            | |
| Barcelona, España                                                                       | L'Audirori                                      | 01/10/2011 | |             |               |            | |
| Madrid, España                                                                          | Fernando Fernán Gómez                           | 06/05/2011 | 6 y 7 de mayo |             |               |            | |
| Zamora, España                                                                          | Teatro Principal                                | 16/03/2011 | |             |               |            | |
| Onjuku, Japón                                                                           | Casa de Cultura                                 | 07/11/2010 | |             |               |            | |
| Tokio, Japón                                                                            | FIAT SPACE                                      | 26/10/2010 | |             |               |            | |
| Madrid, España                                                                          | Fernando Fernán Gómez                           | 15/10/2010 | |             |               |            | |
| Lugo, España                                                                            | Plaza de Santa María                            | 05/09/2010 | |             |               |            | |
| Santiago de Compostela, España                                                          | Parque Bonaval                                  | 24/08/2010 | |             |               |            | |
| Orense, España                                                                          | Plaza de la Magdalena                           | 11/08/2010 | |             |               |            | |
| Pontevedra                                                                              | Plaza del Teucro                                | 10/08/2010 | |             |               |            | |
| CAUDETE                                                                                 | Centro de Cultura                               | 25/04/2010 | |             |               |            | |
| DAIMIEL                                                                                 | Centro de cultura                               | 06/02/2010 | |             |               |            | |
| Madrid, España                                                                          | Teatro Lara                                     | 29/07/2009 | |             |               |            | |
| Córdoba, España                                                                         | La Magdalena                                    | 23/04/2009 | |             |               |            | |
| Consuegra                                                                               | Centro de Cultura                               | 17/04/2009 | |             |               |            | |
| Fuentealbilla                                                                           | Centro de Cultura                               | 11/04/2009 | |             |               |            | |
| Pioz                                                                                    | Centro de Cultura                               | 04/03/2009 | |             |               |            | |
| Nerpio                                                                                  | Centro de Cultura                               | 14/02/2009 | |             |               |            | |
| Cuenca, España                                                                          | Auditorio                                       | 06/02/2009 | |             |               |            | |
| Azuqueca de Henares                                                                     | Centro de Cultura                               | 24/01/2009 | |             |               |            | |
| Lima, Perú                                                                              | Teatro Peruano Japonés                          | 05/02/2008 | https://www.youtube.com/watch?v=Uhw3HLzyQaY |             |               |            | |
| Cazorla, España                                                                         | Hotel Sierra de Cazorla                         | 27/12/2007 | Los conciertos del Sueño |             |               |            | |
| Bilbao                                                                                  | Barakaldo Antzokia                              | 02/11/2007 | |             |               |            | |
| Almedinilla, España                                                                     | Villa Romana                                    | 18/09/2007 | Los conciertos del Sueño |             |               |            | |
| Gijón                                                                                   | Revillagigedo                                   | 06/09/2007 | |             |               |            | |
| Barcelona, España                                                                       | Auditori FAD                                    | 19/06/2007 | Los conciertos del Sueño |             |               |            | |
| Madrid, España                                                                          | Fernando Fernán Gómez                           | 02/04/2007 | 2 y 3 de abril |             |               |            | |
| Madrid, España                                                                          | Círculo de Bellas Artes de Madrid               | 09/03/2007 | Los conciertos del Sueño |             |               |            | |
| Valencia                                                                                | Palau de la Música                              | 23/02/2007 | |             |               |            | |
| Gosen, Niigata Prefecture, Japón el folclore canción trío de Niigata " Yasaburo Auntie" | Town Hall                                       | 2007       | |             |               |            | |
| Málaga                                                                                  |                                                 | 2007       | |             |               |            | |
| Salamanca                                                                               | Hospedería de Fonseca                           | 09/11/2006 | |             |               |            | |
| Alalapardo, España                                                                      | Auditorio                                       | 09/06/2006 | |             |               |            | |
| La Habana, Cuba                                                                         | Cuba Disco 2005                                 | 25/05/2005 | |             |               |            | |
| Fiyi Islands                                                                            | Lahaina Jodo Mission                            | 03/04/2005 | |             |               |            | |
| La Habana, Cuba                                                                         | Teatro Amadeo Roldán                            | 15/10/2004 | Concierto a dos pianos con Chucho Valdés |             |               |            | |
| Buenos Aires                                                                            | Teatro Margarita Xirgu                          | 07/10/2004 | Junto con Néstor Marconi al bandoneón. |             |               |            | |
| Sao Paulo (Brasil)                                                                      | Concertos no Mercado                            | 25/09/2004 | |             |               |            | |
| Camagüey                                                                                | Club Minerva                                    | 14/07/2004 | |             |               |            | |
| Santa Cruz de la Sierra - Bolivia                                                       | AECI                                            | 23/08/2003 | |             |               |            | |
| Santa Cruz de la Sierra - Bolivia                                                       | Cine Bellavista                                 | 31/01/2003 | |             |               |            | |
| Kyoto, Japón                                                                            | Vivo Spot Rag                                   | 2007       | Junto con Jin Oki y Ogimi |             |               |            | |
| Tokio, Japón                                                                            | Roppongi STB                                    | 2007       | Junto con Jin Oki y Ogimi |             |               |            | |
| Aichi, Japón                                                                            | Pabellón de Cuba en la Expo de Aichi            | 27/06/1905 | |             |               |            | |
| Niigata, Japón                                                                          |                                                 | 2007       | Junto con Noriko Kawamura (violín) arcilla Fumio (contrabajo) |             |               |            | |
| Bogotá, Colombia                                                                        | Teatro Jorge Eliécer Gaitán                     | 16/02/2008 | |             |               |            | |
| Cali, Colombia                                                                          | Teatro Municipal                                | 22/02/2008 | |             |               |            | |
| Logroño, España                                                                         | Aire libre                                      | 24/07/2010 | |             |               |            | |
| Alalpardo, España                                                                       | Sala Ala Artis                                  | 07/03/2009 | Los conciertos del Sueño |             |               |            | |
| Almedinilla, España                                                                     | Museo Arqueológico                              | 28/09/2007 | Los conciertos del Sueño |             |               |            | |

## Premios
Ha recibido los premios Radio de Nagoya (1986) y el del Concurso del Conservatorio de Múnich (1990).